# Oscaecilia hypereumeces
Oscaecilia hypereumeces är en groddjursart som beskrevs av Taylor 1968. Oscaecilia hypereumeces ingår i släktet Oscaecilia och familjen Caeciliidae. IUCN kategoriserar arten globalt som otillräckligt studerad. Inga underarter finns listade i Catalogue of Life.